# Chen Changxing

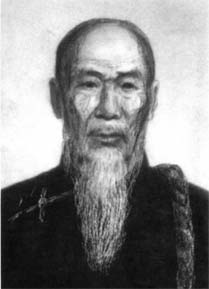
Chen Changxing

Chen Changxing (chinesisch 陳長興 / 陈长兴, Pinyin Chén Chángxīng, W.-G. Ch’en Chang-hsing; * 1771; † 1853) war ein Mitglied der Chen-Familie in Chenjiagou, Henan, Chinesisches Kaiserreich, in der 14. Generation und ein einflussreicher Lehrer der Kampfkunst Taijiquan.
Bekannt wurde er vor allem als der Taijiquan Meister von Yang Luchan: Zu seiner Zeit lebte in der Chen-Familie ein Leibeigener namens Yang Luchan. Dieser interessierte sich für das von der Familie praktizierte Taijiquan und wurde schließlich von Chen Changxing als Schüler angenommen und so zum Begründer des Yang-Stils. Allerdings gibt es eine Kontroverse darüber, welchen Kampfkunst-Stil Yang Luchan von Chen Changxing gelernt hat.
Die Überlieferung der Yang-Familie sieht ihn nicht in der Tradition der in Chenjiagou praktizierten Kampfkunststile, sondern einer Kunst, die er direkt oder indirekt vom Taijiquan-Meister Jiang Fa (蔣發 / 蒋发,  Jiǎng Fā,  Chiang Fa) aus dem Kreis Wen gelernt haben soll. In der Überlieferung des Chen-Stil Taijiquan fasste er die von Chen Wangting überlieferten Formen des Chen-Stils der inneren Kampfkunst Taijiquan in den zwei Formen der "Alten Haltung" Lǎojià (老架 – „wörtlich alter Rahmen, kontextbezogend: alte Körperhaltung, althergebrachte Körperstellung“) zusammen.
Beide Sichtweisen erklären schlüssig, warum das Taijiquan von Yang Luchan und seinen Nachkommen sich so fundamental vom modernen Chen-Stil Taijiquan unterscheidet, aber weder die eine noch die andere Version konnten bisher bewiesen werden, daher bleibt die Kontroverse bestehen.
Chen Changxing hatte aufgrund seiner extrem aufrechten Körperhaltung den Spitznamen „Mr. Ahnentafel“.
In der Genealogie der Chen Familie ist er als Kampfkunst-Lehrer angeführt, aber ohne genauere Angaben, welchen Stil er vermittelt hat.